# Harold Russell

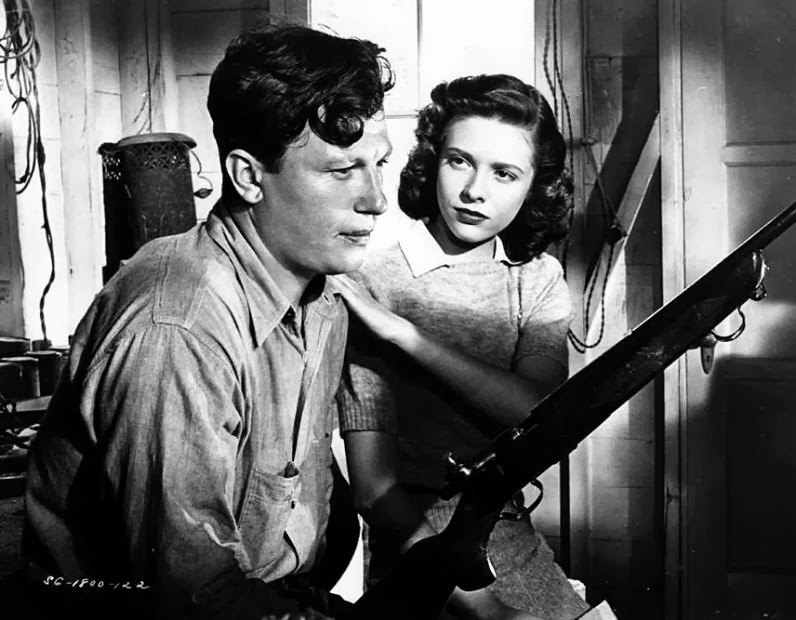
Harold Russell och Cathy O'Donnell i De bästa åren (1946).

Harold John Russell, född 14 januari 1914 i North Sydney, Nova Scotia, död 29 januari 2002 i Needham, Massachusetts, var en kanadensisk-amerikansk krigsveteran från andra världskriget, som blev den första amatörskådespelaren att erhålla en Oscar för en spelroll. Han är fortfarande en av endast två att ha uppnått detta, tillsammans med Haing S. Ngor. Han är dessutom den ende som erhållit två Oscar för samma roll (Bästa manliga biroll och Heders-Oscar).

## Bakgrund
Harold Russell föddes i Kanada men flyttade 1933 till Massachusetts i USA, tillsammans med sin familj. Han påverkades så mycket av attacken mot Pearl Harbor den 7 december 1941 att han tog värvning till USA:s armé dagen efter.
Vid en explosionsolycka den 6 juni 1944 förlorade han båda sina händer och porträtterades senare i arméfilmen Diary of a Sergeant om rehabiliterande krigsveteraner.

## De bästa åren
När filmregissören William Wyler såg Diary of a Sergeant om Russell gav han honom rollen som Homer Parrish, en matros som förlorar båda sina händer under kriget, i filmen De bästa åren (1946).
Vid den följande Oscarsgalan 1947 tilldelades Russell en Oscar för bästa manliga biroll för sin insats i filmen. Tidigare under ceremonin fick han även en heders-Oscar för att "ha gett hopp och mod till sina medveteraner". Specialpriset hade skapats för att man ville hedra Russell, som var amatörskådespelare och därför troddes ha liten chans att få något annat pris. Det var första gången i Oscarshistorien som någon fick två priser för samma roll.

## Filmografi
- 1946 – De bästa åren
- 1980 – Drömmen om seger
- 1981 – Trapper John, M.D (TV-serie) (ett avsnitt)
- 1989 – China Beach (TV-serie) (två avsnitt)
- 1996 – Dogtown